# Cickafark (növénynemzetség)

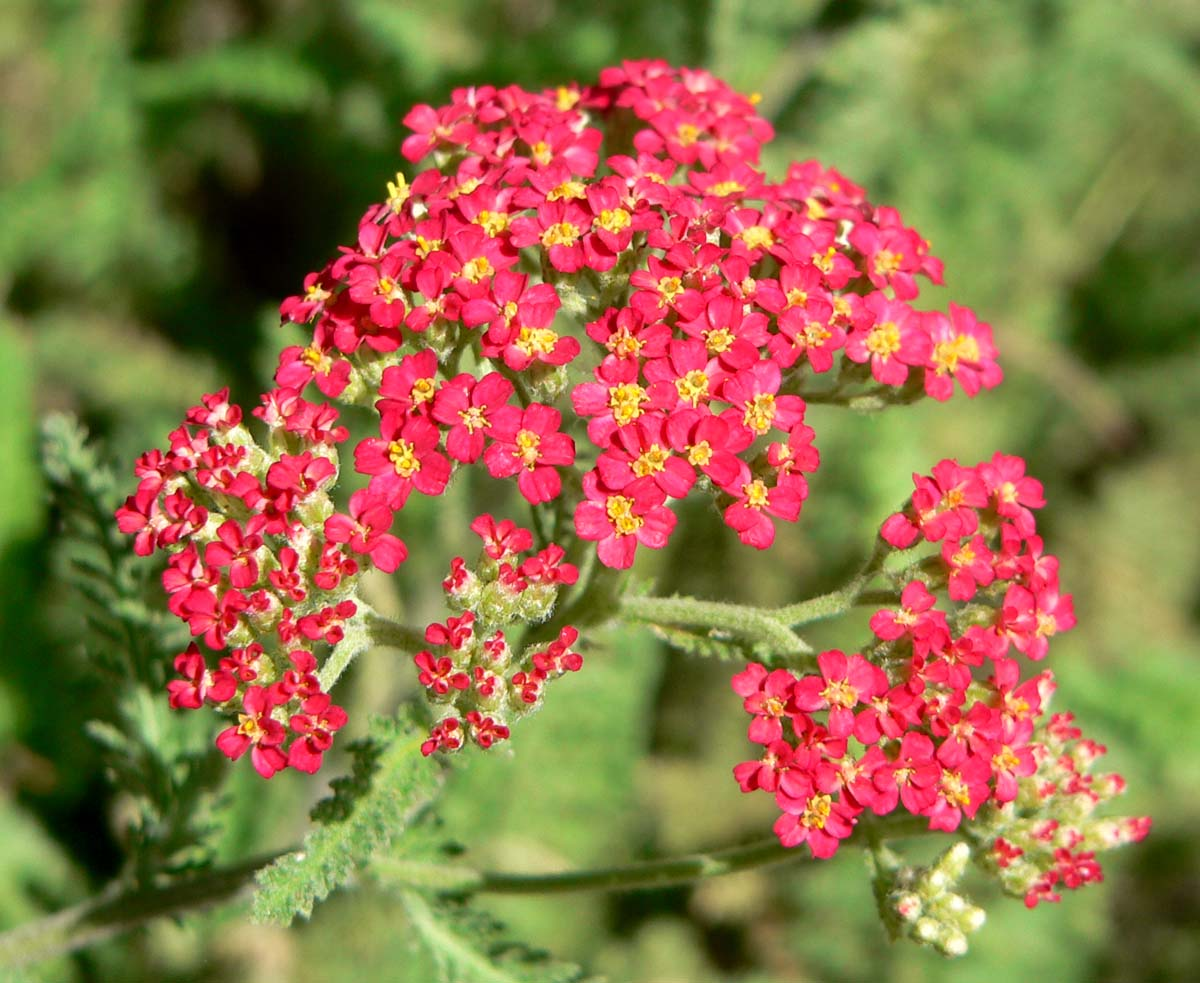
Achillea millefolium cv. 'Paprika'

A cickafark (Achillea) az őszirózsafélék (Asteraceae) egyik nemzetsége több, a népi gyógyászatban Magyarországon régóta ismert drognövénnyel:
közönséges cickafark (A. millefolium), mezei cickafark (A. collina), jószagú cickafark (A. filipendulina).
Rendkívül változatos rokonsága révén a cickafark a különösen sokat kutatott növénycsoportok közé tartozik: sejttani, genetikai módszerekkel és szövetátültető (transzplantációs) kísérletekkel is nagyon behatóan vizsgálták. E vizsgálatok alapján jól áttekinthető a nemzetség fajainak és kialakulásának folyamata, abban a környezeti viszonyok szerepe.

## Hatóanyagai
A felsorolt cickafarkfajok illatát és gyakran a kesernyés ízét az illóolajok és laktonok okozzák. A laktonok egy része jellegzetes azulogén vegyület, amiből vízgőzzel desztillálva kékes színű, kamazuléntartalmú illóolajat vonnak ki.
A nemzetség összesen mintegy száz fajt számlál, de ezek közül legismertebb a közönséges cickafark – olyannyira, hogy amikor a köznyelvben cickafarkról beszélünk, vagy akár a lexikális hivatkozásokban is a 'cickafark' kifejezés szinte mindig a közönséges cickafarkra utal.

## Felhasználása
A közönséges és mezei cickafark teája különféle női bajokra és hólyagproblémákra is jó.

## Rendszerezés
- Achillea abrotanoides
- Achillea aegyptiaca
- Achillea ageratifolia – ezüstlevelű cickafark,[1] csipkés cickafark[1]
- Achillea ageratum – nyugati cickafark[1]
- Achillea albicaulis
- Achillea aleppica
- Achillea alpina
- Achillea ambrosiaca
- Achillea armenorum
- Achillea asiatica
- Achillea aspleniifolia – sziki cickafark[1]
- Achillea atrata – feketés cickafark[1]
- Achillea aucheri
- Achillea barbeyana
- Achillea barrelieri
- Achillea biebersteinii
- Achillea biserrata
- Achillea brachyphylla
- Achillea bulgarica
- Achillea cartilaginea – porcoslevelű cickafark[1]
- Achillea chamaemelifolia
- Achillea chrysocoma – Frivaldszky-cickafark[1]
- Achillea clavennae – ezüstös cickafark,[1] keserű cickafark[1]
- Achillea clusiana – Clusius-cickafark[1]
- Achillea clypeolata – balkáni cickafark[1]
- Achillea coarctata – tömött cickafark,[1] selymes cickafark[1]
- Achillea collina – mezei cickafark[1]
- Achillea conferta
- Achillea cretica – krétai cickafark[1]
- Achillea crithmifolia – hegyvidéki cickafark,[1] hegyközi cickafark[1]
- Achillea cucullata
- Achillea decolorans
- Achillea depressa
- Achillea distans – nagy cickafark,[1] ritkás cickafark[1]
  - Achillea distans subsp. tanacetifolia – varádicslevelű cickafark[1]
- Achillea erba-rotta – alpesi cickafark[1]
- Achillea falcata
- Achillea filipendulina – jószagú cickafark[1]
- Achillea fraasii
- Achillea fragantissima
- Achillea goniocephala
- Achillea grandifolia – bolgár cickafark[1]
- Achillea grandiflora
- Achillea griseovirens
- Achillea gypsicola
- Achillea holosericea
- Achillea × horanszkyi – Horánszky-cickafark[1]
- Achillea huteri
- Achillea impatiens
- Achillea javorkae – Jávorka-cickafark[1]
- Achillea × kellereri – Kellerer-cickafark[1]
- Achillea kotschyi
- Achillea latiloba
- Achillea x lewisii
- Achillea ligustica
- Achillea lingulata – nyelvlevelű cickafark[1]
- Achillea macrocephala
- Achillea macrophylla – nagylevelű cickafark[1]
- Achillea magnifica
- Achillea membranacea
- Achillea millefolium – közönséges cickafark[1]
- Achillea mongolica
- Achillea monocephala
- Achillea moschata – illatos cickafark[1]
- Achillea multifida
- Achillea nana – törpe cickafark[1]
- Achillea nobilis – nemes cickafark[1]
  - Achillea nobilis subsp. neilreichii – Neilreich-cickafark[1]
- Achillea ochroleuca – homoki cickafark[1]
- Achillea odorata
- Achillea oxyloba
  - Achillea oxyloba subsp. schurii – egyfészkű cickafark,[1] Schur-cickafark[1]
- Achillea oxyodonta
- Achillea pannonica – magyar cickafark[1]
- Achillea phrygia
- Achillea pseudopectinata
- Achillea ptarmica – kenyérbél-cickafark,[1] bolhafű, tetűfű[forrás?]
- Achillea pyrenaica
- Achillea roseo-alba
- Achillea rupestris
- Achillea santolina
- Achillea santolinoides
- Achillea schischkinii
- Achillea sedelmeyeriana
- Achillea setacea – pusztai cickafark,[1] sertelevelű cickafark[1]
- Achillea sibirica
- Achillea sintenisii
- Achillea sipikorensis
- Achillea stricta – százrétű cickafark,[1] kárpáti cickafark[1]
- Achillea sudetica
- Achillea sulpherea
- Achillea talagonica
- Achillea taygetea
- Achillea tenuifolia
- Achillea tomentosa – molyhos cickafark[1]
- Achillea tuzsonii – Tuzson-cickafark[1]
- Achillea umbellata – ernyős cickafark[1]
- Achillea vermicularis
- Achillea x wilczekiana
- Achillea wilhelmsii